# جنبش لیبرترین (ایتالیا)
جنبش لیبرتین (به ایتالیایی: Movimento Libertario) (اختصاری ML) یک حزب سیاسی در ایتالیا است که از یک پلتفرم نوعاً آزادیخواهانه و لیبرترین حمایت می‌کند. رهبران آن لئوناردو فاکو و جورجیو فیدناتو هستنر. این حزب به عنوان نماد خود یک دیسک گرد با زمینه طلای زرد با اشاره به استاندارد طلا و همچنین عضویت در جنبش آنارکو-کاپیتالیسم دارد.

## ایدئولوژی
این حزب از لیبرالیسم کلاسیک جان لاک و پدران بنیانگذار ایالات متحده با رشته آنارشیست فردگرای فردیت آمریکا در قرن نوزدهم بنجامین تاکر، هنری دیوید تورو و لیساندر اسپونر الهام گرفته‌است. در مورد اقتصاد، جنش لیبرترین از مکتب اتریش و فرمول نظری موری روتبارد فیلسوف و اقتصاددان الهام می‌گیرد. اقدامات به نفع مقاومت در برابر مالیات، کارآفرینی آزاد و عدم رای‌گیری سیاسی همچنین بازتاب‌های ساموروارد ادوارد کنکین سوم را به یاد می‌آورد، اگرچه این حزب به‌طور رسمی خود را در موقعیت‌های برنامه ای و طیف آزادیخواهان چپ آمریکا معرفی نمی‌کند. این حزب همچنین جنبه‌هایی از مدل آزادی (مینارشیسم) آمریکایی را که رابرت نوزیک تئوریزه کرده و فلسفه عینیت گرایی که در رمان‌های عین رند شرح داده شده‌است، در بر می‌گیرد. منظور از جنبش لیبرتریم آزادی تشکل اتحادیه فدرالیسم آنارشیست، جامعه بازار آزاد آنارکو-کاپیتالیسم و دولت محدود لیبرالیسم کلاسیک جفرسون است.